# 綾瀬麗奈
綾瀬 麗奈（あやせ れいな、1994年12月13日 - ）は、女優、タレント、MC、モデルである。名古屋のモデルアイドル『dela』メンバー（1期生）、名古屋観光文化交流特命大使。愛知県出身、名古屋美少女ファクトリー所属。

## 概要
1994年、愛知県生まれ。2012年、名古屋を拠点に活動するモデルアイドル集団『dela（デラ）』初期メンバーオーディションに応募。612人の中から選ばれる。
グループでのイメージカラーはオレンジ。スターティングメンバーで現在も活動しているのは綾瀬と沢井里奈、早見紗英、秋波愛の4人のみ。容姿端麗な顔に演技力が買われて、女優、モデル活動を多くこなす。グループではMC担当も多く、一般イベントでの司会も務める。ハーフ顔に見られるが生粋な日本人。
2019年、舞台『アリスインデッドリースクール楽園・NAGOYA』では主役を務めた。2020年、ヤングチャンピオンに巻頭グラビアで登場。
現在、テレビ1本、ラジオ3本レギュラーを抱える。

## イメージキャラクター
- 松坂屋名古屋店イメージモデル
- 中村消防署 1日消防官
- サカエゴーラウンド シルバーインフルエンサー[3]
- 愛知県交通死亡事故ワースト返上キャンペーンモデル
- バイク交通安全モデル
- 中日新聞1月1日特別版紙面モデル
- 証拠写真のピクチャン・イメージモデル
- 三州瓦公式応援サポーター
- 名古屋観光文化交流特命大使
- 松坂屋名古屋店公式応援サポーター
- 三洋堂書店イメージキャラクター
- 中部国際空港（セントレア）応援サポーター
- 名古屋市消防局公認広報アイドル
- 駐名古屋 大韓民国総領事館・広報サポーターズ
- 名古屋市消防団サポーター
- めざせ！3つ星ポリスキャンペーン 3つ星ポリスガール
- 愛知県知事選挙啓発事業・メインキャンペーンキャラクター
- 国土交通省中部地方整備局・広報モデル
- 愛知県交通安全キャンペーン・メインキャラクター
- 第67回日本選手権競輪GI・応援サポーター
- 公益社団法人名古屋青年会議所・年間サポーター[4]
- エスカ地下街 秋のサンクスフェスタ・イメージキャラクター
- 農林水産省 都市農村共生対流総合対策事業研修モデル
- 愛知県ラグビー協会公認 ラグビー応援大使
- 牛丼チェーン『すき家』テーマソング・アーティスト
- テレビアニメ『八十亀ちゃんかんさつにっき』広報大使
- 愛知県『バイク交通安全啓発キャンペーン』モデル
- ＠FM / Do!Safety・アンバサダー
- とこなめ山車まつり応援大使

## 人物
ファッションが好き。特に和服。好きな食べ物はりんご飴、 ディズニーランド、チョコレート好きもInstagramに書き込まれている。
趣味
- トレーニング
- カフェ巡り

特技
- よさこい（経歴10年）
- 食パンスライス
- 早口言葉
- どこでも眠れること

資格
- 普通自動車免許

## レギュラー

### テレビ
- チャント！（CBCテレビ） - チャント！調べましたリポーター

### ラジオ
- dela ding dong!（東海ラジオ）
- delaの今夜もけったこぐ（CBCラジオ）
- 三州瓦presents dela stream（@FM）

## 単発

### ドラマ
- 名古屋行き最終列車（メ〜テレ） - 美優役[5]
- 卒業（メ〜テレ） - かおりの友人役
- 三人兄弟 1・2（メ〜テレ）
- 三都IDOL物語（メ〜テレ）
- 名駅1丁目1番1号 〜人と、幸せを、つなぐ場所。〜（中京テレビ） - 40年前の細川しずる役

### テレビ
- ザキロバ！〜アシュラのススメ（メ〜テレ） - マネージャー役
- デルサタ11
- ほっとイブニング（NHK総合テレビ） - 「自撮り棒で見える今」密着取材[6]
- 情報ピカッぷ（NBC長崎放送）
- 全力坂（テレビ朝日）
- 三州瓦特番『ユージとdelaの一戸建てマイホームスタディーズ（メ〜テレ・RKB毎日放送・RKK熊本放送・サンテレビ・群馬テレビ）[7]
- ひるポチッ！（群馬テレビ）

### ラジオ
- You gott@選挙！（@FM）
- PEEPS!（ZIP-FM）
- 北野誠のズバリ（CBCラジオ）
- 丹野みどりのよりどりっ！（CBCラジオ）
- ナガオカ×スクランブル（CBCラジオ）
- MORNING SPLASH（FM GIFU）
- infinity! plus（MID-FM）
- M-Cabi♪（FM三重）[8]
- HOT AIR WAVE（FM三重）
- Sunset Express MOVE（FM石川）
- パンゲア！（FM熊本）
- ラジてん（RKKラジオ）
- WAI WAI GROOVIN’（FM群馬）
- B・E・A・T（FM栃木）

### 舞台
- コウの花嫁（ちくさ座、ぐりむの法則） - コウ役
- カナリアイロニカル』（G/pit、ぐりむの法則） - ナオミ役
- アリスインデッドリースクール オルタナティブ・NAGOYA（うりんこ劇場、アリスインプロジェクト） - 紅島弓矢役
- アリスインデッドリースクール ビヨンド（シアターKASSAI、アリスインプロジェクト） - ゲスト 竹内珠子役
- 真説・まなつの銀河に雪のふるほし NAGOYA（うりんこ劇場、アリスインプロジェクト） - ゲスト アレク軍曹役
- レッド・ホット・キッチン（うりんこ劇場、アリスインプロジェクト） - ゲスト 浅野ジュリー役
- アリスインデッドリースクール楽園・NAGOYA（うりんこ劇場、アリスインプロジェクト） - 主役・百村信子役[1]
- イヌマチ（名古屋山三郎一座） - 遊女役
- ぼくはタヌキじゃない（平成ーズ） - マチコ役
- 七人の部長（うりんこ劇場、アイドルドリームシアター） - 蓮美詠子役
- SCANP EIGHT〜ばけもののかくれんぼ〜（愛知県芸術劇場小ホール、SCANP） - 朱子役[9]
- 10周年特別企画『trust〜幻想の果て〜』（名古屋市北文化小劇場、劇団員スマイルバケーション）
- オレンヂスタ第7回公演「いかものぐるい」（千種文化小劇場）[10] - ゲスト

### CM
- 名鉄グループ
- フィットハウス[11][12]

### モデル
- 松坂屋名古屋店
  - 『お中元イメージモデル』
  - 『お歳暮イメージモデル』
- 美少女自撮り図鑑[6]
- 東京テレポート駅CHEERZ広告看板
- 愛知県政リポート『ストップ！地球温暖化』
- 農林水産省 都市農村共生・対流総合対策事業 農業研修生
- 国土交通省 中部地方整備局『建設業 夢を形にする世界』DVD出演
- 中村消防署 1日消防官
- 名古屋観光文化交流特命大使
- サカエゴーラウンド シルバーインフルエンサー
- 松坂屋名古屋店公式応援サポーター
- 中部国際空港セントレア応援サポーター
- 三州瓦公式応援サポーター

### WEB
- 愛知県屋根工事連盟×dela byメ〜テレ『泣き虫の鬼』
- 愛知県屋根工事連盟×dela byメ〜テレ『鬼みち』 - 主演
- 松坂屋名古屋店『Relation〜想いを届けたい〜 母の日編・父の日編・お中元編』
- 三州瓦PRムービー『瓦屋根は地震に弱いは誤りだった編』
- 三州瓦PRムービー『こんなにあった瓦の魅力編』
- 中部国際空港セントレア『光につつまれて』[13]

### 雑誌
- 週刊ヤングマガジン『ブレイキンガール』
- ヤングチャンピオン（巻頭）[2]
- BUBUKA[14]

### その他
- 中部国際空港セントレア『dela meets HOKKAIDO with Airasia Japan!』
- 海外向け中部魅力発信動画
  - 『Finding Luckycat in TOKONAME』[15]
  - 『The Gateway of Heart of Japan "Centrair"』[16]
  - 『Beautiful Town NAKATSUGAWA,GIFU』[17]
- LEONET『レオナビ！』第6回沖縄国際映画祭レポーター
- スパゲッティハウス・ヨコイ×dela
  - 『delaスゴメニュー大作戦！』
  - 『スポーツクラブメガロス千種』
  - 『トヨタカローラ名古屋』
  - 『全建愛知』
  - 『三州瓦』
  - 『@FMDo!Safetyアンバサダーメッセージ』